# Фарах Антун
Фарах бен Антун бен Ильяс Антун (араб. فرح بن أنطون بن إلياس أنطون) (1874, Триполи, Ливан — 3 июля 1922, Каир, Египет) — арабский писатель.

## Биография
В 1890 году окончил Православную кефтинскую школу в Ливане.
В 1897 году обосновался в Египте.
В 1899—1906 годах в Александрии издавал журнал «аль-Джамиа», способствовавший формированию светской идеологии в культуре Египта.
Одним из первых в новоарабской культуре призывал к отказу от слепого следования традициям классической литературы, проповедуя принципы французского романтизма. В утопических романах «Религия, знание и капитал, или Три города» (1901), «Зверь! Зверь! Зверь!» (1903) и «Новый Иерусалим» (1905) философско-религиозное учение Ж. Э. Ренана сочетается с эклектически воспринятыми идеями французских просветителей, утопистов и К. Маркса.
Мировую известность как автору принесла работа «Ибн Рушд и его философия» (1903).
Автор первой в Египте оригинальной социально-бытовой драмы «Египет новый и Египет старый» (1913), в которой изображает «героя нового Египта», энергичного, волевого, активного человека — ту силу, которая противостоит старому, разлагающемуся, пассивному Египту, который подчинился влиянию Запада, игнорируя подлинные культурные ценности.
Известен переводами на арабский язык сочинений Омара Хайяма, Л. Н. Толстого и М. Горького.
Племянником Фараха Антуна был Шарль Малик.

## Ссылка
- ФАРА́Х АНТУ́Н // Краткая литературная энциклопедия